# Pandemia de gripe A (H1N1) de 2009-2010 en Surinam
La pandemia de gripe A (H1N1), que se inició en 2009, entró en Surinam el 16 de junio del mismo año. Éste fue el 27º país en reportar casos de gripe A en el continente americano.
El día 15 de junio de 2009, el gobierno de Surinam informó sobre sus primeros casos de contagiados con gripe A (H1N1) en ese país.
Se trata de trece personas ubicadas en la ciudad de Paramaribo, la capital del país. Según la información proporcionada por el Gobierno, once de estas personas pertenecen a la selección nacional de voleibol, que regresó la semana anterior procedente de Trinidad y Tobago. Las otras dos personas son familiares de algunos de los jugadores. 
Por otro lado, el ministro de salud de Surinam, Celsius Watenberg, llamó a la población a la calma, e indicó que "Surinam cuenta con 1.000 tratamientos disponibles para atender pacientes en su residencia, y que unas 100.000 píldoras del medicamento Tamiflu ya han sido enviadas a este país".
Además de esto, se ha informado que se tomarán las medidas preventivas correspondientes en los aeropuertos, principalmente en el aeropuerto internacional del país, el Johan Adolf Pengel. En esta labor se contempla la distribución gratuita de 11.000 mascarillas.
Hasta el 10 de marzo de 2010 (fecha de la última actualización), Surinam registró 110 casos y 2 muertes por la gripe A (H1N1).